# Araegeus mimicus
Araegeus mimicus là một loài nhện trong họ Salticidae.
Loài này thuộc chi Araegeus. Araegeus mimicus được Eugène Simon miêu tả năm 1901.